# Sixteen Tons
Sixteen Tons est une chanson enregistrée pour la première fois en 1946 par le chanteur-guitariste américain de country Merle Travis et parue l'année suivante sur son album Folk Songs of the Hills.

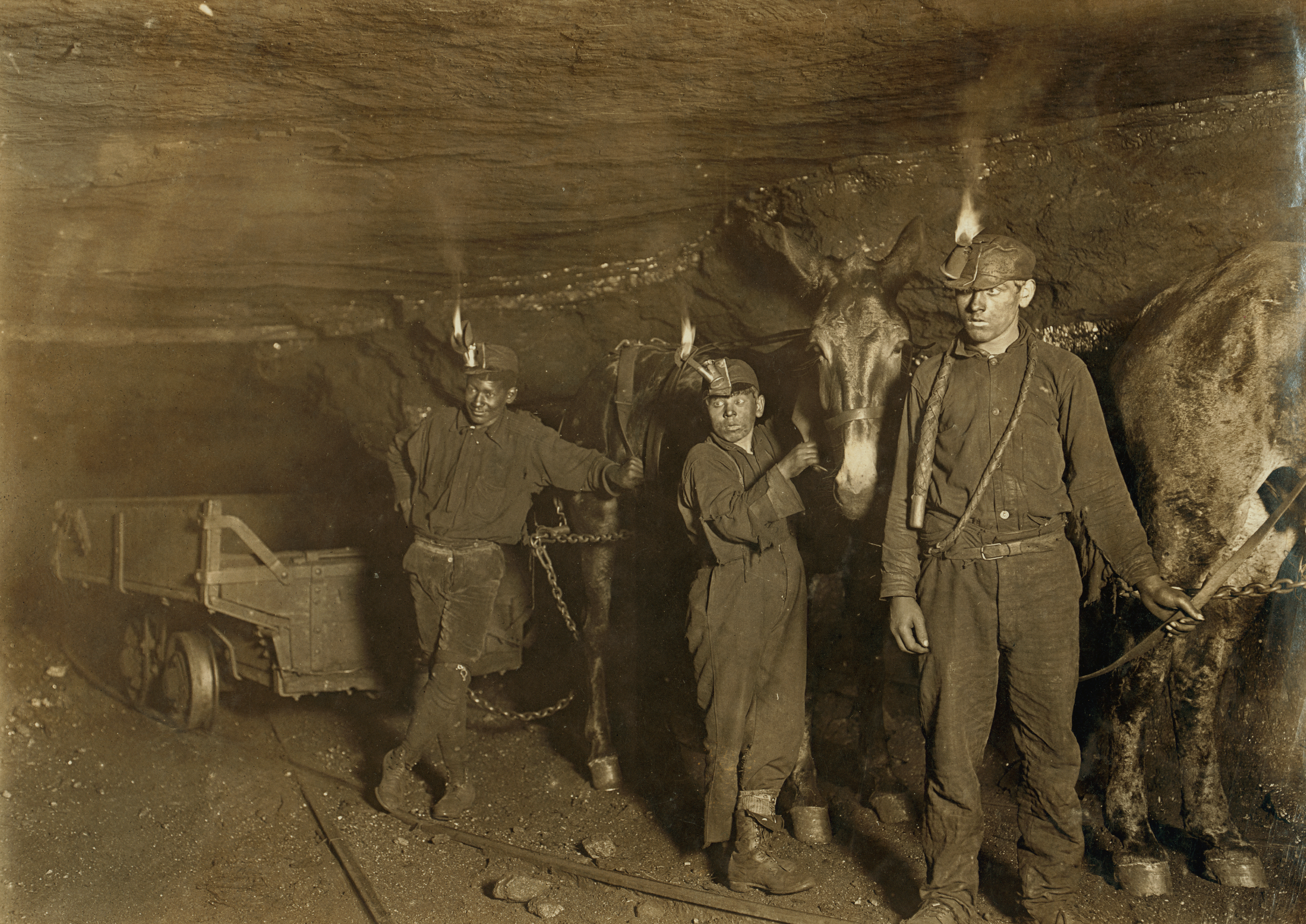
Mineurs de fond en 1908.

Le thème de la chanson est la vie d'un mineur dans une mine de charbon.
En 1955, Tennessee Ernie Ford en fit une version qui atteignit le numéro un au hit-parade du magazine Billboard, tandis qu'une version par Frankie Laine obtenait un succès en Europe de l'Ouest.

## Paternité
Bien que la chanson soit habituellement attribuée à Merle Travis, sur son enregistrement de 1946, George S. Davis, auteur et chanteur de folk qui a été mineur dans le Kentucky, prétendit en 1966 avoir écrit cette chanson dans les années 1930 sous le titre Nine-to-ten tons. La version de Davis apparaît sur les albums George Davis: When Kentucky Had No Union Men et Classic Mountain Songs from Smithsonian.
D'après Travis, la ligne du refrain Another day older and deeper in debt (Plus vieux d'un jour et plus enfoncé dans la dette) était une phrase souvent utilisée par son père, mineur lui-même. I owe my soul to the company store (« Je dois mon âme au magasin de l'entreprise ») fait référence au truck system, système dans lequel les travailleurs n'étaient pas payés en argent mais en bons d'achat non transférables et valables uniquement dans le company store (magasin de l'entreprise). Ceci rendait impossible aux ouvriers de faire des économies. Les travailleurs habitaient souvent dans des maisons ou dortoirs appartenant à la compagnie, le loyer étant déduit de leur salaire. Aux États-Unis, ce système persista jusqu'à ce que les luttes syndicales du United Mine Workers conduisent à l'interdiction de telles pratiques.

## Reprises et adaptations

### Reprises
Après les succès des reprises de Tennessee Ernie Ford et de Frankie Laine en 1955, de nombreux interprètes ont repris Sixteen tons, dans des versions plus ou moins proches de l'originale, s'en écartant même parfois beaucoup.
Parmi les plus connus, on peut citer :
- 1955: The Weavers sur l'album The Weavers at Carnegie Hall
- 1955: B. B. King
- 1956: Guy Robin - disques Odéon
- 1960: Bo Diddley sur l'album Bo Diddley Is a Gunslinger
- 1961: The Platters sur l'album Encores!
- 1962: Louis Neefs sur l'album Louis Neefs
- 1962: Oscar Brown sur l'album In a New Mood
- 1966: Stevie Wonder sur l'album Down to Earth
- 1967: Tom Jones sur l'album Green, Green Grass Of Home
- 1972: CCS (groupe d'Alexis Korner)
- 1973: Jerry Reed sur l'album Hot A' Mighty!
- 1976: Don Harrison Band sur l'album The Don Harrison Band
- 1986: The Redskins sur l'album Neither Washington Nor Moscow
- 1987: Johnny Cash sur l'album Johnny Cash Is Coming to Town
- 1990: Eric Burdon pour le film Joe Versus the Volcano. Enregistré dans les années 1980, paru seulement en 1998 sur l'album Nightwinds Dying. En 1992, il enregistra une autre version, qui parut comme le seul titre studio sur l'album live Access All Areas en 1993.
- 1993: The Cactus Brothers sur l'album The Cactus Brothers
- 1993: The Nighthawks
- 1995: Tuff (en) sur l'album Religious Fix
- 1997: Charlie Daniels sur l'album By the Light of the Moon
- 1999: Roger Chapman & the Shortlist
- 1999: Stan Ridgway sur l'album Anatomy
- 2005: Eels sur l'album live Sixteen Tons (10 Songs)
- 2012: The Dandy Warhols sur l'album This Machine
- 2012: The Howlin' Jaws
- 2013: Tay Zonday
- 2013: Robbie Williams
- 2022: Nina Hagen sur l'album Unity

Et aussi :
- Les Chœurs de l'Armée rouge
- Golden Gate Quartet
- Big Bill Broonzy

### Adaptations

#### En français
- Sixteen Tons est adapté en français par Jacques Larue sous le titre Seize tonnes. En 1956 sortent les versions d'Armand Mestral[5] et de Guy Robin[6], avant que la chanson ne soit censurée sur les ondes à la suite de la catastrophe minière de Marcinelle, survenue en Belgique, le 8 août 1956, qui fit 262 morts. La chanson a été de nouveau diffusée sur les ondes en France par The Platters, en 1961, mais en anglais.[réf. nécessaire]

- Jean Bertola la reprend en 1957[7].
 Autres versions (notamment par) :
- Jacques Hélian
- Robert Ripa (en 1957)
- John William
- Patrick Tandin (en 1978)
- Eddy Mitchell (album Grand Écran en 2009).

#### Autres langues
- en allemand : Sie hieß Mary-Ann par Freddy Quinn (1956)
- en espagnol : Dieciséis toneladas par Alberto Vazquez (1960)
- en néerlandais : Zestien ton par Louis Neefs (1976)
- en finnois : Mary Ann par Jarno Sarjanen (1985)
- en italien : L'ascensore par Adriano Celentano (1986)
- en chinois : 靜心等 (Jìng Xi Deng, Attends patiemment) par Chang Loo
- en yiddish : Sixteen Tons of latkes! par Mickey Katz
- en portugais : Dezesseis toneladas par Noriel Vilela

## Dans la culture
- 1974 : Gaston Lagaffe chante cette chanson, se plaignant d'être un « pauvre forçat », dans Le Gang des gaffeurs (album de Franquin)[8] ;
- 2003 : Les Sentiments de Noémie Lvovsky, paroles françaises de Jacques Larue, interprétée a cappella par Jean-Pierre Bacri[9].

### Source
- (en) Cet article est partiellement ou en totalité issu de l’article de Wikipédia en anglais intitulé « Sixteen Tons » (voir la liste des auteurs).